# Artikel 1 – Initiative für Menschenwürde
Artikel 1 – Initiative für Menschenwürde e.V. (kurz: Artikel 1 oder Artikel Eins) ist ein deutscher Verein mit Sitz in Berlin, der sich für die Stärkung von Demokratie und den Schutz von Grundwerten und Freiheitsrechten in Deutschland einsetzt.
Der Verein ermutigt und unterstützt Menschen darin, sich gegen Angriffe auf das demokratische Zusammenleben zu engagieren und organisiert Kampagnen und Veranstaltungen, um das Bewusstsein für die Bedeutung der Demokratie zu fördern. Für seine Arbeit wurde Artikel 1 bzw. Teilnehmer an von Artikel 1 ausgeschriebenen Wettbewerben 2017 und 2019 vom Bundespräsidenten ausgezeichnet.
Vorsitzende des Vereins sind Kajo Wasserhövel und Jana Faus.

## Hintergrund
Artikel 1 wurde im Herbst 2015 in Berlin gegründet. Der Verein ist ein offenes Netzwerk von „Expert*innen aus Kommunikation, Kampagnenplanung, politischer Bildung, Forschung und Werbung“, die sich für Demokratie und die Achtung der Menschenwürde einsetzen.
Der Name verweist auf den ersten Artikel des Deutschen Grundgesetzes – die Unantastbarkeit der Menschenwürde – der die Grundlage der politischen Kultur bildet und die Werte der offenen und liberalen Demokratie in Deutschland definiert.
Der Verein ist gemeinnützig und finanziert sich durch Spenden.

## Arbeit des Vereins
Die Mitglieder von Artikel 1 sind ehrenamtlich tätig. Das Vereinsnetzwerk bietet Hilfe und Unterstützung bei der Kampagnenkonzeption und -umsetzung. Der Verein ist jedoch auch „praktisch“ tätig, u. a. durch

### Regelmäßige Formate

#### „BoostCamps“
Der Verein veranstaltet bundesweit regelmäßig sog. „BoostCamps“, Argumentationstrainings und Kommunikationsworkshops, die den Teilnehmern Argumente für Menschenwürde und gegen Diskriminierung an die Hand geben sollen.
Diese „BoostCamps“ richten sich an Ehrenamtliche, Lehrer oder Schüler, bei denen die Abwehrkräfte gegen Diskriminierung und antidemokratische Tendenzen gestärkt werden sollen.

#### Kreativwettbewerb „VOLKER“
2016 rief der Verein den Kreativwettbewerb „VOLKER“ ins Leben. Bis Ende Januar 2017 konnten Studierende und Auszubildende ihre Ideen für eine deutschlandweite Demokratiekampagne einreichen. Aus den über 250 Einreichungen wählte eine Jury die Gewinner in den Kategorien Radio, Film, Guerilla, Digital und Plakat aus. Diese wurden Ende April 2017 bei einer Gala in der Volksbühne am Rosa-Luxemburg-Platz in Anwesenheit des Bundespräsidenten Frank Walter-Steinmeier mit dem „VOLKER“-Demokratiepreis ausgezeichnet. Gleichzeitig war die Veranstaltung der Auftakt der aus den Gewinner-Ideen entstandenen deutschlandweiten Kampagne „Demokratie ist alles“.
Auch 2019 rief Artikel 1 wieder einen solchen Wettbewerb aus. Anlässlich der Wahlen zum Europaparlament wurde unter dem Motto „Europa. Alles andere ist gestern“ dazu aufgerufen, eine Idee für eine Pro-Europa-Kampagne einzureichen. Die Gewinner des Wettbewerbes waren vier junge Menschen und ihre Idee mit dem Namen „Europäische GeDanken“. „Europäische GeDanken“ sollte die öffentliche Diskussion über die Bedeutung der Europawahlen verstärken. Dafür wurde im Rahmen von Gesprächsrunden in Schulen ein Austausch von Jung und Alt und ihrer Meinungen und Sichtweisen über Europa organisiert. Die Erkenntnisse dieser Gesprächsrunden wurden auf Postkarten geschrieben und an Artikel 1 geschickt. Unter allen Rücksendungen wurden 20 Interrail-Tickets verlost. Ebenso wie 2017 wurde auch die neue Kampagne zu „VOLKER“ vom Bundespräsidenten ausgezeichnet.
Der Kreativwettbewerb „VOLKER“ soll auch in Zukunft alle zwei Jahre stattfinden.

### Einzelne Formate und Initiativen

#### Tiny House Grundgesetz
Zur Feier von 70 Jahren Grundgesetz besuchten Mitglieder von Artikel 1 mit einem Tiny House verschiedene öffentliche Plätze Berlins, um über das Grundgesetz zu sprechen und herauszufinden, Bürgerinnen und Bürger „in ihrem Alltag Berührungspunkte mit dem Grundgesetz haben“, so der Initiator der Aktion Shai Hoffmann.

#### Unterstützung von „Wir sind der Osten“
Artikel 1 unterstützt die Initiative „Wir sind der Osten“, die laut Eigenbeschreibung „Menschen aus Ostdeutschland sichtbar“ machen und ihre Geschichte erzählen will.